# Jacek Skrzydlewski
Jacek Skrzydlewski (ur. 4 stycznia 1956 w Poznaniu) – polski rysownik komiksów i ilustrator. Najbardziej znany z trzech albumów SF i okładek do węgierskich komiksów wydawanych w PRL.

## Życiorys
Od 1964 mieszkał w Warszawie, a od 1991 w Ełku. Debiutował jednostronicową historyjką Strach na łamach miesięcznika Relax w 1977 roku. Następnie opublikował czteroodcinkowe opowiadanie Super-man w czasopiśmie Świat Młodych w 1979. Od 1988 nawiązał z tym czasopismem stałą współpracę, współredagując kwartalnik gier i zabaw „Bazar”. Współtworzył w 1988 pierwszy numer pisemka dla dzieci z miesięcznego, trójczłonowego cyklu „Ja – Ty – My”. Zamieścił serię humoresek w zachodnioniemieckim tygodniku „Bunte” (1992).
W latach 1988–1990 wykonywał okładki do komiksów KAW-u tłumaczonych z języka węgierskiego. Wydał także trzy pełne albumy fantastycznonaukowe skierowane do młodzieży.
Jego prace były prezentowane na wystawach rysunku: Klub Lira – Warszawa (1986), Międzynarodowy Festiwal Rysunku w Sierre – Szwajcaria (1988), Galeria MPK Ochota – Warszawa (1989), Analphabeten Aler Lander Vereinigt Euch (galeria w Castro Rauxel) – Niemcy (1989).

## Albumy komiksowe[1][2]
- Wyprawa na Ziemię (scen. Jerzy Niemczuk, wyd. KAW 1988)
- Kosmiczny detektyw (scen. Piotr Ponaczewny, KAW 1989)
- Nowe przygody mistrza Twardowskiego (scen. Helena Urlaub, KAW 1990)
- Planeta robotów – Sto twarzy Profesora Harsmana (scen. Maciej Parowski, wyd. Ongrys 2010)

## Okładki polskich wydań węgierskich komiksów[2]
- Duch z Canterville / Krew Tygrysa (1988, rys. Ernö Zöràd, Marcell Jankovics, scen. Tibor Cs. Horváth, Jeno Rejto, Oscar Wilde)
- Dziedzictwo Inków (1988, rys. Attila Fazekas, scen. Tibor Cs. Horváth)
- Ostatni Mohikanin (1988, rys. Ernö Zöràd, scen. Tibor Cs. Horváth, James Fenimore Cooper)
- Wygnaniec (1988, rys. Imre Sebok, Zbigniew Kasprzak, Joanna Sedlaczek, Janusz Christa, scen. Tibor Cs. Horvath, Stefan Weinfeld, Jerzy Niemczuk, Janusz Christa)
- Jankes na dworze króla Artura (1989, rys. Ernö Zöràd, scen. Tibor Cs. Horváth, Mark Twain)
- Skarb Majów (1989, rys. Ernö Zöràd, scen. Tibor Cs. Horváth)
- Jeździec z Aquincum (1990, rys. Ernö Zöràd, scen. Tibor Cs. Horváth)
- Pinokio (1990, rys. Attila Dargay, scen.Tibor Cs. Horvath, Carlo Collodi)
- Tajemnicza wyspa (1990, rys. Attila Fazekas, scen. Tibor Cs. Horváth, Juliusz Verne)
- W niewoli u piratów kosmosu (1990, rys. Attila Fazekas, scen. Tibor Cs. Horvath, Istvan Nemere)

## Okładki polskich komiksów[2]
- Doman #06 Rogi Odyna (1988, rys. Andrzej Nowakowski, scen. Andrzej Nowakowski)
- Doman #07 W cieniu Światowida (1988, rys. Andrzej Nowakowski, scen. Andrzej Nowakowski)
- Dwa Miecze #01 Zdrada (1989, rys. Andrzej Nowakowski, scen. Marcin Rykowski)
- Dwa Miecze #02 Odsiecz (1989, rys. Andrzej Nowakowski, scen. Marcin Rykowski)
- Dwa Miecze #03 Bitwa (1990, rys. Andrzej Nowakowski, scen. Marcin Rykowski)
- Dwa Miecze #04 Pogrom (1990, rys. Andrzej Nowakowski, scen. Marcin Rykowski)

## Inne[2]
- Wrocławska Policja dzieciom / Dolnośląska Policja dzieciom / Bezpieczeństwo dziecka w Szkole i na ulicy (scen. Małgorzata Wróblewska, wyd. Siedmioróg 1995)
- Rajko (scen. Aleksandra Masiejczyk, wyd. Nadleśnictwo Rajgród 2013)

## Magazyny komiksowe[2]
- „Strach”, Relax #9 (1977)
- „Super-man”, Świat Młodych (1979)
- Świat Komiksu #22 (2/2001)
- Biceps #01
- „Strach”, Relax. Antologia opowieści rysunkowych #2
- AKT #20 (2018)
- Relax #32 (2020)
- Relax #35 (2021)
- KKK #26. Antologia. Skazani na KKKomiks (2021)
- Relax #37 (2022)
- Relax #38 (2022)
- Relax #39 (2022)
- AKT #30 (2018)